# مصائر
مصائر (كونشرتو الهولوكوست والنكبة) رواية للروائي الفلسطيني ربعي المدهون. صدرت الرواية لأوّل مرة عام 2015 عن المؤسسة العربية للدراسات والنشر في بيروت. حازت على الجائزة العالمية للرواية العربية لعام 2016، المعروفة باسم «جائزة بوكر العربية».

## حول الرواية
يروي الروائي الفلسطيني «ربعي المدهون» في هذه الرواية حكاية تضيف إلى السرد الفلسطيني أفقا غير معهود سابقًا ويمكن وصفها بالرواية الفلسطينية الشاملة، التي تتناول في آن مأساة فلسطين من جوانبها كافة. تقع الرواية في أربعة أقسام، يمثل كل منها إحدى حركات الكونشرتو وحين يصل النص إلى الحركة الرابعة والأخيرة، تبدأ الحكايات الأربع في التوالف والتكامل حول أسئلة النكبة، والهولوكوست، وحق العودة. إنها رواية الفلسطينيين الأصليين، داخل الخط الأخضر، الذين يعانون مشكلة الوجود المنفصم وقد وجدوا أنفسهم يحملون جنسية إسرائيلية فُرضت عليهم قسرًا. وهي رواية الفلسطينيين الذين هاجروا من أرضهم إلى المنفى الكبير ثم راحوا يحاولون العودة بطرق فردية إلى بلادهم المحتلة. إنها رواية فلسطين الداخل والخارج.

## الأسلوب السردي
تتميز بأسلوب سردي فني مميز يعكس المأساة الفلسطينية عبر استخدام تقنيات سردية مبتكرة. من خلال السرد البوليفوني، تعتمد الرواية على تعدد الأصوات لتقديم وجهات نظر متعددة تتعلق بالقضية الفلسطينية، ما يجعلها تختلف عن الروايات التقليدية التي تتبع صوتاً واحداً. هذه الطريقة السردية تعكس التنوع في التجارب الإنسانية للشخصيات، مما يمنح القارئ حرية اختيار الموقف الذي يتناسب مع رؤيته الخاصة.
يُستخدم السرد البوليفوني هنا لتقديم صور مختلفة ومتناقضة عن واقع الهزيمة والنكبة الفلسطينية، ليشمل الأصوات الفلسطينية المختلفة سواء داخل الأراضي المحتلة أو في الشتات. كما أن هذه التقنية تجعل الرواية أكثر ديمقراطية، حيث يقدم كل صوت حكاية تتقاطع مع الحكايات الأخرى بطريقة معقدة، ما يتيح للقراء استكشاف جميع جوانب القضية الفلسطينية من خلال عيون شخصيات متعددة.
الرواية هي أشبه بكشف موسيقي يتنقل بين الحركات المختلفة بشكل مشابه للكونشرتو، حيث تُقسم الرواية إلى أربع حركات، كل حركة تركز على شخصيتين تتأمل كل واحدة فيهما محنتها الخاصة في ظل الواقع الفلسطيني. هذا التقسيم يعكس المأساة الفلسطينية بشكل موسيقي، ويُعطي انطباعاً بالحركة الدائمة والصراع المستمر. كل شخصية من الشخصيات تمثل حركة في الكونشرتو، وبالتالي تمثل جزءاً من النسيج المعقد للذاكرة الفلسطينية والأمل بالتحرر وحق العودة.
من جهة أخرى، تتداخل الأبعاد الزمانية والمكانية في الرواية لتشكل حبكة سردية متعددة الأبعاد. فمثلاً، نرى شخصيات مثل "إيفانا" التي تسعى لأن تكون وفاتها موزعة بين لندن وفلسطين، مما يرمز إلى تمزق الهوية الفلسطينية وتشتتها بين مكانين مختلفين، وبين الماضي والحاضر. أيضاً، الشخصيات مثل وليد وجولي تمثل صراعاً آخر بين العودة إلى الوطن والحياة في الشتات، حيث يعكسون الإحباط من واقعهم داخل فلسطين المحتلة بعد معركة طويلة من أجل العودة.
وباستخدام السرد البوليفوني، لا يقتصر المدهون على تقديم قصة واحدة فقط بل يدمج العديد من القصص التي تتقاطع وتتشابك لتصور المأساة الفلسطينية في صور متعددة ومتنوعة. هذه الطريقة تجعل الرواية أكثر قدرة على استيعاب الأبعاد المختلفة للصراع الفلسطيني، سواء كانت متعلقة باللجوء، الهجرة، أو الوجود الفلسطيني تحت الاحتلال.
إن السرد البوليفوني في الرواية يعكس أيضاً تأثيرات النكبة والنكسة على الأجيال المختلفة، إذ تساهم كل شخصية في بناء سردية متكاملة. هذا التنوع في الأصوات لا يخلق فقط عمقاً سردياً بل يخلق كذلك أفقاً للتفكير في المسائل المعقدة مثل الهوية الفلسطينية، حق العودة، والتحرير، مما يجعل الرواية صورة واقعية للتجربة الفلسطينية المتجذرة في المعاناة والأمل المستمر.

## شخصيات الرواية
إن معظم الشخصيات في الرواية تتنقل بين مكانين، حيث تعكس الحركات السردية مواقفهم تجاه الوطن والمغترب، وتُبرز رغبتهم في العودة إلى فلسطين التي تأثرت بالاحتلال ومنها:
1. إيفانا: شخصية فلسطينية أرمنية تم تهجيرها خلال النكبة، وهي تمثل التشتت الفلسطيني بين فلسطين والشتات. تظهر رغبتها في أن تُحرق جثتها وتُفرَّق بين لندن وفلسطين، ما يعكس تعلقها بالمكانين. يتم تصوير "إيفانا" في الرواية كبداية لحركة سردية تبدأ من الذاكرة الفلسطينية، ويُعتبر انتقالها بين هذه الأماكن تجسيداً للانقسام والضياع الفلسطيني بين وطن مشتت وواقع غريب.
2. وليد: وهو أحد الشخصيات التي تأتي من الشتات، حيث تزوج "جولي"، ابنة "إيفانا". في روايته، ينتقل وليد من لندن إلى فلسطين، مما يعكس الرحلة النفسية والجسدية في البحث عن الجذور والتاريخ. علاقته مع جولي تمثل الأمل والحزن المشترك في العودة إلى الأرض التي كانت مفقودة منذ عقود. زيارته لفلسطين تظهر تراجعه عن فكرة العودة الحقيقية بسبب الظروف السياسية المعقدة.
3. جولي: ابنة "إيفانا"، تمثل الهوية الفلسطينية التي تتأرجح بين الذاكرة والعلاقة بين اللغة والفكر، حيث تتذبذب بين الفصحى والعامية في سردها. جولي تقف في مواجهة الماضي والحاضر الفلسطينيين، وتؤشر الرواية إلى الحنين الذي تعيشه إلى فلسطين رغم ما تعيشه في لندن. علاقتها مع وليد تعكس أيضاً العاطفة والمرارة بين العودة والاغتراب.
4. جنين: وزوجها "باسم": تُمثل هذه الشخصية الصراع الفلسطيني الذي يواجه الشتات والاغتراب. جنين وزوجها يعكسان حالة من القلق في المنفى، حيث يرغبان في العودة إلى فلسطين، لكنهما يجدان نفسيهما عالقين بين واقع الإقامة في أمريكا ورفض العودة بسبب الظروف التي تعيق ذلك. شخصية جنين توضح الصراع الداخلي للمغتربين الفلسطينيين بين الماضي والحاضر، وتتناول قضايا الهوية والعودة.
5. باقي هناك: هو شخصية فلسطينية تمثل صمود الفلسطينيين في أراضيهم المحتلة. تمثل هذه الشخصية الموقف الثابت ضد الاحتلال، حيث يرفض "باقي هناك" الهجرة والعيش في الشتات. ترتبط هذه الشخصية بالوطن الفلسطيني الذي يتمسك بالبقاء فيه رغم التحديات، كما تظهر في موقفه الثوري ضد السياسات الإسرائيلية.
6. الشخصيات الإسرائيلية والفلسطينية المتباينة: الرواية تُبرز التناقضات بين الشخصيات الفلسطينية التي تمثل الشتات والصمود وبين الشخصيات الإسرائيلية التي تُجسد ممارسات الاحتلال. هذا التداخل بين الثقافات والجنسين يعكس الحضور الإسرائيلي في الرواية، لكن مع التركيز على الأثر الفلسطيني في الذاكرة.

## العنوان ودلالاته
عنوان الرواية مركّب ومفتوح على التأويل، ويتألف من:
عنوان رئيسي: “مصائر” يشير إلى تعدد المصائر الإنسانية، وتحديداً تلك المتعلقة بالشعبين الفلسطيني واليهودي. وعنوان اخر فرعي: “كونشرتو الهولوكوست والنكبة”، وهو عنوان يحمل دلالة موسيقية فنية تشير إلى التناغم بين الألم والمعاناة في الحدثين، وفيه إشارة إلى تشابك المصير الإنساني والوطني لكلا الشعبين. 

## الغلاف والصورة
الغلاف يمثل صورة فوتوغرافية لباب تقليدي لبيت فلسطيني يُعتقد أنه أصبح مملوكاً ليهودي يدعى “مانويل أريكان”تم تغطيته بنجمة سداسية (رمز يهودي)، مما يعكس محو الهوية الأصلية.
هذه الصورة الرمزية تفتح الباب أمام القارئ لفهم الحكاية التاريخية من خلال التفاصيل البصرية.وبالإشارة إلى التاريخ تعود لعام 1948، في سياق نكبة الفلسطينيين وقيام دولة الاحتلال.، ونرى أن الغلاف يوظف رموزاً مثل النجمة، واللون الأسود، والصليب، والهلال للدلالة على التنوع الديني والمأساة الجمعية، في حين الباب المفتوح أو المغلق في الرواية يرمز إلى الرحيل، المنفى، العودة أو الغياب القسري. 

## الإهداء ودلالاته
الإهداء موجه إلى “السيد (الباقي هناك)”، مما يرمز إلى شخص مجهول يُمثّل نموذج الفلسطيني الباقي داخل الأراضي المحتلة.
“الباقي هناك” تحمل دلالة عاطفية ومكانية، وكأنها تحيل إلى الأرض أو الوطن الذي لم يغادره بعض الفلسطينيين.
الشخص المُهدى إليه يُقدّم كمزيج بين الواقعي والمتخيل، مما يعكس الطابع الفني الرمزي للرواية
مضمون الرواية وتجريبها السردي:
الرواية تستخدم السرد المتعدد والمنفتح، وتوظّف تقنيات ما بعد الحداثة، مثل:
           •           تكسير الزمن والخطية التقليدية.
           •           تعدد الأصوات.
           •           التداخل بين الحقيقة والخيال.
           •           السرد الذاتي والتاريخي معاً.
           •الربط بين الهولوكوست والنكبة ليس لتبرير الأول بالثاني، بل لتسليط الضوء على الاستغلال السياسي للمأساة اليهودية لقمع مأساة الفلسطينيين. 